# Ebomegobius goodi
Ebomegobius goodi е вид лъчеперка от семейство Попчеви (Gobiidae), единствен представител на род Ebomegobius.

## Разпространение
Видът е разпространен в Камерун.